# Strgači
Strgači (cyr. Стргачи) – wieś w Bośni i Hercegowinie, w Republice Serbskiej, w gminie Rudo. W 2013 roku liczyła 26 mieszkańców.